# 물리학 연보
《물리학 연보》(독일어: Annalen der Physik)는 물리학 분야의 과학 저널 중에서 매우 오래된 저널 중의 하나로 1799년부터 출판되었다. 실험물리학, 이론물리학, 응용물리학, 수리물리학 및 관련 분야에서 동료의 평가를 거친 독창적인 논문을 출판한다. 현재 편집장은 슈테판 힐데브란트(Stefan Hildebrandt)이다. 2008년 이전의 ISO 4 약어는 Ann. Phys. (Leipzig) 이었고 2008년 이후는 Ann. Phys. (Berl. )이다.
이 저널은 1790년부터 1794년까지 출판된 Journal der Physik, 1795년부터 1797년까지 출간된 Neues Journal der Physik의 후속이다. 이 저널은 발행 시기 동안에 다양한 이름 (Annalen der Physik, Annalen der Physik und der physikalischen Chemie, Annalen der Physik und Chemie, Wiedemann's Annalen der Physik und Chemie)으로 출판되었다.

## 역사
원래 Annalen der Physik 은 당시 최고의 과학 언어였던 독일어로 출판되었다. 1950년대부터 1980년대까지 이 저널은 독일어와 영어로 출판되었다. 처음에는 외국 작가들만 영어로 기사를 기고했지만 1970년대부터 독일어를 사용하는 작가들은 국제적 독자에게 접근하기 위해 점점 더 영어로 글을 썼다. 1990년 독일의 재통일 이후에는 영어가 저널의 유일한 언어로 되었다.
Annalen der Physik 의 중요성은 두말할 필요 없이 알베르트 아인슈타인의 기적의 해(Annus Mirabilis) 논문과 함께 1905년에 최고조에 달했는데, 1920년대에 동시대의 Zeitschrift für Physik 에게 주도권을 잃었다. 1933년 이민의 물결로 인해 독일어 저널은 최고의 저자를 많이 잃었다. 나치 독일 동안에 이 저널은 Physikalische Zeitschrift와 함께 "독일 물리학 공동체 내에서 비교적 보수적인 경향"을 대표하는 것으로 평가되었다. 1944년부터 1946년까지는 제2차 세계 대전으로 인해 출판이 중단되었는데 1947년 소련 점령 하에서 재개되었다. Zeitschrift für Physik 가 서독으로 이전한 이후에 Annalen der Physik는 동독에서 물리학자들에게 기여하였다. 독일의 재통일 이후에는 Wiley-VCH 에 인수되었다.
2012년에 새로운 편집자와 내용으로 저널의 재발행이 발표되었다. 2012년 재발행의 결과로 Annalen der Physik는 이제 초점이 변경된 범위와 갱신된 편집위원회 및 새롭고 보다 현대적인 표지 디자인을 제공하고 있다.

### 편집자
초기의 편집장은 아래와 같다.
- Friedrich Albrecht Carl Gren (1790–1797) ( Journal der Physik 및 Neues Journal der Physik )
- Ludwig Wilhelm Gilbert (1799–1824) ( Annalen der Physik 및 Annalen der Physik und der physikalischen Chemie )
- Johann Christian Poggendorff (1824–1876) ( Annalen der Physik und Chemie )
- Gustav Heinrich Wiedemann (1877–1899) ( Annalen der Physik und Chemie )
- Paul Karl Ludwig Drude (1900–1906) ( Annalen der Physik )

편집장이 변경되면 저널 권호의 일련번호가 1부터 다시 시작되었다 (연속적인 번호 매기기와 공존하여 지속적인 혼란의 원인이 됨). 이 저널은 종종 편집자의 이름을 따서 Gilberts Annalen, Poggendorfs Annalen, Wiedemann 's Annalen 등이나 약식의 Pogg. Ann., Wied. Ann. 등으로 지칭된다.
Drude 이후에 편집장은 실험물리학자인 빌헬름 빈 (1907-1928), 에두아르트 그뤼나이젠(Eduard Grüneisen) (1929-1949) 및 이론물리학자인 막스 플랑크 (1907-1943, 1895년 부 편집자)의 두 편집자로 나뉘었다.
이 시대에는 동료 심사가 아직 표준이 아니었다. 예를 들어 아인슈타인은 자신의 원고를 막스 플랑크에게 보냈고 그가 이를 출판했다.

### 주목할만한 논문
Annalen der Physik에 발표 된 가장 유명한 논문은 다음과 같다.
- 루돌프 콜라우시의 연신된 지수적 이완(1854)[5][6]
- 프리드리히 콜라우시의 연신된 지수적 이완(1863,1876)[7][8]
- 하인리히 헤르츠의 광전 효과 (1887)[9]
- 막스 플랑크의 흑체 복사 (1901)[10]
- 알베르트 아인슈타인의 모세관 현상 (1901)[11]
- 알베르트 아인슈타인의 광자,[12] 브라운 운동,[13] 질량-에너지 등가성,[14] 특수 상대성이론,[15]에 관한 기적의 해(Annus Mirabilis) 논문 (1905)
- 알베르트 아인슈타인의 고체의 양자화 준위를 갖는 열용량 (1907)[16]
- 알베르트 아인슈타인과 오토 슈테른의 절대 영도 근처의 분자 운동(1913)[17]
- 알베르트 아인슈타인의 일반 상대성이론 (1916)[18]

## 초록 및 색인화
저널은 다음에서 초록화와 색인화된다.
Journal Citation Reports에 따르면 2015년 피인용 지수는 3.443으로 'Physics Multidisciplinary' 카테고리의 79 개 저널 중 11 위를 차지했다.

## 같이 보기
- 물리학 저널 목록